# Oliver Stoecking
Oliver Stoecking (* 23. April 1967) ist ein ehemaliger deutscher Fußballspieler. Der Abwehrspieler spielte zwei Jahre für Hannover 96 im Profifußball.

## Werdegang
Stoecking spielte in der Jugendabteilung von Hannover 96. Noch als A-Jugendlichen holte ihn Trainer Werner Biskup 1984 in den Kader der ersten Mannschaft. An der Seite der ebenfalls aus der Jugend aufgerückten Spieler Matthias Kuhlmey, Uwe Ronge, Maximilian Heidenreich und Axel Horn sowie aus dem regionalen Umfeld verpflichteter vormaliger Amateurspieler wie Jose Manuel Cobano oder Michael Gue – aufgrund finanzieller Schwierigkeiten hatte der Verein erst in zweiter Instanz die Lizenz für die 2. Bundesliga erhalten und musste somit auf junge und unbekanntere Spieler setzen – etablierte er sich im Kader des zweifachen deutschen Meisters. Aufgrund der Kaderzusammensetzung absoluter Außenseiter, überraschte die Mannschaft mit Angriffsfußball – mit 79 Saisontoren schoss der Klub die meisten Tore in der Spielzeit – und mit 16 Zweitligaeinsätzen trug Stoecking zum Wiederaufstieg des Klubs als Tabellenzweiter hinter dem 1. FC Nürnberg in die Bundesliga bei. Bereits in der zweiten Saisonhälfte in der zweiten Liga vor allem Ergänzungsspieler, der lediglich als Einwechselspieler zum Einsatz kam, war er in der deutschen Eliteserie nur Dauerreservist. Einzig beim 1:1-Unentschieden gegen den SV Waldhof Mannheim am 30. Spieltag kam er zu einem dreiminütigen Kurzeinsatz in der Bundesliga.
Anschließend verschwand Stoecking aus dem Profifußball, als er sich dem Lokalrivalen SV Arminia Hannover in der Verbandsliga Niedersachsen anschloss. Mit dem Klub stieg er 1989 in die drittklassige Oberliga Nord auf. Nach einem Jahr, in dem er sich mit 28 Saisonspielen als Stammspieler ausgezeichnet hatte, wechselte er innerhalb der Liga zum Aufsteiger TuS Celle. Nachdem er mit dem Klub 1992 mit einem Punkt Rückstand auf den drittplatzierten TSV Havelse die Aufstiegsrunde zur 2. Bundesliga verpasst hatte, kehrte er zur Hannoveraner Arminia zurück, die mittlerweile wieder viertklassig spielte. Später ließ er seine Karriere bei Stern Misburg, dem TSV Isernhagen und dem SV Ramlingen/Ehlershausen ausklingen. Als Trainer arbeitete er bei Stern Misburg und dem VfL Hannover.
Stoecking ist mittlerweile im Außendienst einer Versicherung tätig.

### Erfolge
- 1985 Aufstieg mit Hannover 96 in die 1. Bundesliga